# Aeroportul Cradock
Aeroportul Cradock (IATA: CDO, ICAO: FACD) este un aeroport din Africa de Sud.
aeroportul dispune de o singură pistă.